# 长鬃蓼黑粉菌
长鬃蓼黑粉菌（学名：Ustilago longiseti）是属于黑粉菌目黑粉菌科黑粉菌属的一种真菌，寄生在长鬃蓼上。该种分布于中国。